# 정호진 (정치인)
정호진(丁皓眞, 1972년 11월 3일~)은 대한민국의 정치인이다. 초대 사회민주당 대표다. 

## 생애
경기도 포천시 출신이다. 한양여자대학교 재학 시절에 총학생회장을 역임했으며 한국방송통신대학교, 서울시립대학교를 졸업했다. 그 뒤 1998년에 건설국민승리21에서 중앙당 조직부장을 역임하면서 정계에 입문했다. 2000년에 창당한 민주노동당에서는 서울특별시당 사무처장, 중앙당 조직부장, 부대변인을 역임했고 서울 학교급식조례제정운동본부 공동집행위원장을 맡기도 했다. 그 외에 제17대 국회의원을 역임했던 노회찬의 비서관으로 근무했다.
2008년에는 노회찬이 심상정, 조승수와 함께 민주노동당에서 탈당하고 창당한 진보신당에 합류했다. 그 뒤 서울 영등포구 친환경무상급식운동본부 공동대표, 서울특별시 희망시정운영협의회 운영위원을 역임했다. 2012년에 통합진보당에서 탈당한 일부 인사들이 창당한 정의당에서는 서울특별시당 위원장, 수석대변인을 역임했다. 2022년 9월 30일에 정의당 내 옛 국민참여당 계열 인사들이 '새로운진보'라는 모임을 결성했을 때 여기에 동참하여 정의당에서 탈당했다. 2023년 10월 1일에는 한창민 전 정의당 부대표와 함께 사회민주당 대표로 선출되었다.

## 학력
- 한양여자대학교 행정학과 전문학사
- 한국방송통신대학교 교육학과 학사
- 서울시립대학교 도시행정학과 석사

## 경력
- 한양여자대학교 총학생회장
- 서울 학교급식조례제정운동본부 공동집행위원장
- 민주노동당 부대변인
- 노회찬 국회의원 비서관
- 진보신당 서울특별시당 부위원장
- 영등포구 친환경무상급식운동본부 공동대표
- 서울특별시 시정운영협의회 운영위원
- 정의당 수석대변인
- 정의당 서울특별시당 위원장
- 노회찬재단 운영위원
- 사회민주당 공동대표

## 역대 선거 결과
|  | 9.97% |

|  | 7.57% |

|  | 7.23% |

|  | 9.67% |

|  | 사회민주당 임시공동대표 2024년 2월 7일~2024년 5월 23일 | 후임 송치용(권한대행) 한창민 |